# 188 (nombre)
« Cent quatre-vingt-huit » redirige ici. Pour l'année, voir 188.
188 (cent quatre-vingt-huit ou cent octante-huit) est l'entier naturel qui suit 187 et qui précède 189.

## En mathématiques
Cent quatre-vingt-huit est :
- Un nombre nontotient.
- Un nombre intouchable.

## Dans d'autres domaines
Cent quatre-vingt-huit est aussi :
- Années historiques : -188, 188